# Rambouillet

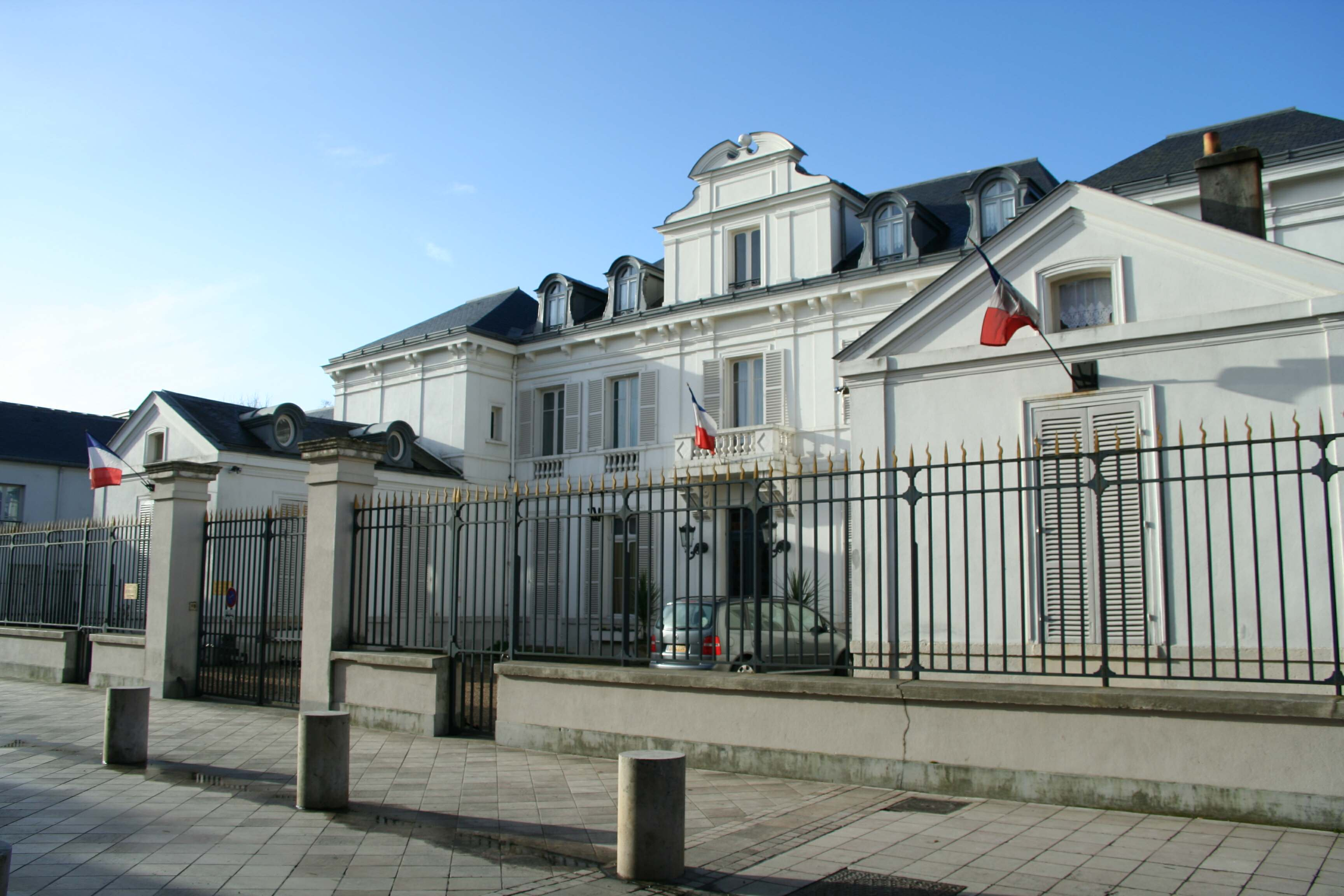
Sede de la subprefectura

 Rambouillet  es una población y comuna francesa, en la región de Isla de Francia, departamento de Yvelines, en el distrito de Rambouillet y cantón de Rambouillet.
En 1999 la localidad fue escenario de las fallidas capitulaciones yugoslavas que intentaron fin al conflicto de la guerra de Kosovo.

## Demografía
| 3 105 | 2 657 | 2 597 | 2 949 | 3 835 | 3 006 | 4 089 | 4 130 | 4 363 | 4 258 | 3 971 | 4 725 | 4 750 | 5 186 | 5 633 | 5 897 | 6 090 | 6 176 | 6 165 | 6 484 | 6 223 | 6 720 | 7 001 | 7 267 | 7 446 | 8 923 | 11 387 | 14 505 | 18 941 | 21 438 | 24 343 | 24 758 | 28 531 |
| Para los censos de 1962 a 1999 la población legal corresponde a la población sin duplicidades (Fuente: INSEE [Consultar]) |       |       |       |       |       |       |       |       |       |       |       |       |       |       |       |       |       |       |       |       |       |       |       |       |       |        |        |        |        |        |        |        |

## Atracciones
- Palacio del rey de Roma